# Psico-Pirata
El Psico-Pirata (Psycho-Pirate en inglés) es el nombre de dos personajes ficticios, ambos Supervillanos de DC Comics, que se remonta a la Edad de oro de los cómics.
Bob Frazer interpretó al personaje para su debut de acción en vivo durante el crossover Arrowverso 2018 de The CW "Elseworlds".

## Historial de publicación
La versión de Charles Halstead del Psico-Pirata aparece por primera vez en All-Star Comics #23 y fue creada por Gardner Fox y Joe Gallagher.
La versión de Roger Hayden del Psico-Pirata aparece por primera vez en Showcase #56 y fue creada por Gardner Fox y Murphy Anderson.

## Biografía de los personajes

### Charles Halstead
Charles Halstead es un personaje secundario que apareció por primera vez en All-Star Comics #23, creado por Gardner Fox y Joe Gallagher. Originalmente fue un linotipista del Diario Courier que se puso celoso del éxito de su jefe, luego se convirtió en un cerebro criminal bajo el nombre de Psico-Pirata. Él planea crímenes basados en las emociones, con la esperanza de arruinar a su jefe. No se sabe nada de la vida de Charles Halstead antes de convertirse en linotipador del Diario Courier. Empleado desde hace mucho tiempo, Halstead era amigo y favorito de la editorial Rex Morgan. Sin embargo, secretamente, Halstead estaba frustrado por su falta de avance en el periódico y en algún momento, se rompió. Decidió tomar lo que nunca había podido ganar y su primer objetivo fue el propio papel. Comenzó a escenificar una serie de crímenes basados en las emociones (odio, avaricia, etc.), captar al Mensajero que conduce a sus crímenes. A medida que pasaba el tiempo, Halstead, como el Psycho-Pirate, se volvió más audaz. Escribió una carta al Correo, desafiando a la Sociedad de la Justicia para detener una nueva ola de crímenes basada en una variedad de emociones. Por ejemplo, engendró miedo en los habitantes de una ciudad donde amenazó con desatar una plaga mortal hasta que su plan fue detenido por el Doctor Medianoche. Cada miembro de la JSA recibió una emoción y una tarea por resolver. Con la JSA dispersa y solo el Átomo para proteger a Halstead, el Psico-Pirata comenzó una campaña para desmoralizar al editor con constantes noticias de desesperación: fracaso comercial, divorcio, ejecución hipotecaria, una serie de mentiras diseñadas para aplastar el espíritu de su empleador. Para eliminar al átomo, convenció al héroe de que el JSA había sido capturado y envió al Mighty Mite para rescatarlos. El átomo descubrió el ardid y derrotó a los secuaces del criminal disfrazados de JSA. Al hacerlo, el átomo descubrió la verdadera identidad del psicópata pirata, que le disparó para preservar su secreto. Herido, el átomo llegó al Correo justo cuando el JSA regresó y expuso a Halstead como el Psico-Pirata. Halstead fue posteriormente condenado a una larga pena de prisión después de que la Sociedad de Justicia de América lo captura y lo encarcela. Se escapa jugando con las emociones de un guardia, pero la JSA escucha sus planes de su compañero de celda y puede volver a capturarlo. Continúa investigando el misticismo de las emociones hasta su muerte en los años sesenta.

### Roger Hayden
Roger Hayden, apareció por primera vez como el segundo Psico-Pirata en Showcase #56, creado por Gardner Fox y Murphy Anderson.
Roger Hayden es un gánster encarcelado (más tarde convertido en un joven de veinte años que fue sentenciado a un año de prisión por atacar a su padre psiquiatra emocionalmente abusivo) que es compañero de celda de Halstead en la Tierra-Dos. El deseo moribundo de Halstead de tener un legado lo lleva a contarle a Hayden un secreto que ha adivinado en sus años de cárcel, la existencia de las Máscaras de Medusa. Estas máscaras doradas confieren al usuario el poder de proyectar emociones sobre otros. Hayden encuentra estas máscaras, las fusiona en una sola placa frontal y usa sus poderes para convertirse en un supervillano. Se vuelve cada vez más evidente que es adicto a absorber las emociones de los demás, aunque le causa dolor, posiblemente provocado por la combinación de todas las máscaras en una sola. Finalmente es encarcelado después de una batalla con el Doctor Destino y Hourman.
Hayden vuelve a la fama cuando comienza a influir de manera insidiosa en prominentes ciudadanos de Ciudad Gótica, Bruce Wayne y Alan Scott, el ex hombre de negocios rico y ahora comisionado de la fuerza policial de Gotham, este último el presidente de la estación de televisión WXYZ. Inicialmente, Scott es el más afectado ya que él, en su personaje de Linterna Verde, comienza a ejercer sus frustraciones sobre la humanidad por los fracasos de su vida privada, como la inminente bancarrota de su estación. Después de crear disturbios en el Aeropuerto Internacional de Gotham, es sometido por sus compañeros de la Sociedad de la Justicia, que asisten tanto a Scott como a su compañero de equipo Flash, quien también ha estado bajo el control de Hayden. La Sociedad tiene que enfrentar próximamente una guerra civil dentro de su membresía instigada por Wayne, aún bajo el control de Hayden y decidido a librar a Gotham de todos los superhéroes.
Más tarde, Hayden se une a la Sociedad Secreta de Supervillanos, habiendo sido reclutado por la Ultra-Humanidad para vencer al viejo enemigo de Hayden, Hourman. Mientras que tiene éxito gracias a un dispositivo Ultra-Humanidad, que amplifica y proyecta la cara de Hayden y por lo tanto su control, finalmente la Sociedad de la Justicia y la Liga de la Justicia derrotan a Hayden y sus compañeros después de la traición de otros miembros de la Sociedad Secreta. Los villanos se depositan en una grieta interdimensional conocida como Limbo.
A partir de ahí, Ultra gana contacto mental con su yo más joven de la década de 1940, y los dos Ultras son capaces de llevar a la Sociedad Secreta, incluyendo a Hayden, a la época en la que se enfrentan y son derrotados por el All-Star Squadron y el tiempo perdido Infinity Inc.

#### Crisis y locura
En la serie limitada Crisis on Infinite Earths, el Monitor recluta a Hayden, quien ayuda a Firestorm a reclutar a Killer Frost para el equipo del Monitor haciéndola enamorarse de su enemigo, pero es secuestrado por el Antimonitor. A cambio de un mundo entero, Psico-Pirata se convierte en cómplice del Anti-Monitor, manipulando a un cautivo Barry Allen, sus poderes brevemente mejorados para que pueda controlar las otras tres Tierras alternas restantes Tierra-4, Tierra- S, y Tierra-X, para que sus héroes sean inducidos a atacar a los equipos enviados a rescatarlos, aunque el uso de sus poderes en esta escala lo "quema" y no puede usar sus poderes nuevamente después. Aunque el Anti-Monitor constantemente menosprecia al Psico-Pirata, lo mantiene cerca porque sus habilidades de manipulación de emociones pueden ser útiles, y el Anti-Monitor no tiene tiempo para encontrar o crear a alguien más con esos poderes. Después de la resolución de la Crisis, Psico-Pirata es uno de los pocos que tiene recuerdos completos del evento. Enloquecido por estos recuerdos, el Psico-Pirata se muestra en los últimos paneles de Crisis en una camisa de fuerza, mientras la escena sale de sus ojos a una vista completa de la Tierra desde el espacio.
Hayden aparece en 1987 durante el especial Outsiders. Se hace pasar por el villano Baron Bedlam para ganar poder en el país de Markovia, en Europa Oriental. Dado que el héroe Outsiders Geo-Force es un príncipe markovian, su equipo se involucra, ayudado por otro equipo de superhéroes Infinity Inc. A pesar del conocimiento de Geo-Force sobre su castillo de la infancia, Hayden lo somete rápidamente y los otros héroes involucrados. La historia continúa en un especial similar de Infinity Inc.
Hayden aparece nuevamente en la carrera de Grant Morrison en Animal Man, encarcelado en Manicomio Arkham. Él termina liberando personajes durante la Crisis de regreso al mundo. Muchos de estos personajes se dan cuenta de que son solo personajes de un cómic. Después de una intervención de Animal Man, Hayden, aparentemente feliz, se desvanece en la nada (debido a la tensión de liberar a todos los personajes olvidados), lo saca de la realidad y lo coloca de nuevo en Limbo. James Highwater, uno de los empleados de Asylum, tiene que usar la Máscara de Medusa y mantener contenidos los mundos olvidados. Los otros miembros del personal aceptan a Highwater como paciente, sin darse cuenta de que algo anda mal.
Psico-Pirata no aparece de nuevo hasta 1995, cuando se convierte en parte del evento Crossover Underworld Unleashed. Al igual que muchos otros villanos, Psico-Pirata le vende su alma al demonio Neron a cambio de más poder. El proceso resulta en un cambio de vestuario también. Hayden ahora usa una chaqueta de cuero negro. Su máscara se transforma en un parche en el ojo y el metal de la máscara ha reemplazado en gran medida a la mitad de su cerebro. Cuerdo, y sin aludir a los eventos de Crisis on Infinity Earths y la existencia del Multiverso, el Psico-Pirata continúa luchando contra la versión Chase Lawler de Manhunter, una vez antes de ser arrestado y enviado a la cárcel.
Después de su aparición en la serie Fate, Psico-Pirata hace dos apariciones breves durante el evento crossover Joker: Last Laugh. Primero se lo ve encerrado en la prisión de máxima seguridad llamada "Losa". Él está una vez más loco y divagando sobre la existencia del Multiverso y se lo ve en su traje original. Todos los ojos menos uno de su cara están cubiertos y sus cejas se han afeitado para reducir su capacidad de expresar emoción. El Joker inicia una ruptura e infección de los internos; ahora siguen sus órdenes y cometen peligrosas bromas. Hayden es visto gritando "¡Fuego!" en un teatro lleno de gente.

#### Crisis infinita
Psico-Pirata reaparece en el arco de la historia JSA Classified # 1-4, en el que revela que él y Power Girl son refugiados de Tierra-2. Junto con otros individuos (como Donna Troy, su alter ego malvado Dark Angel y muchos otros), fueron extrañados en la reestructuración del Multiverso en un Universo. Por lo tanto, el origen original de Power Girl es su único origen verdadero.
Las esperanzas de Psico-Pirata de debilitar a Power Girl mentalmente para que pueda ser capturada como parte de la trama de Alexander Luthor, Jr. que involucra a personajes originalmente de diferentes universos. Psico-pirata huye y se compromete a convertir a Power Girl en su esclava amorosa una vez que Luthor termine con ella. Psico-pirata es capaz de hacer que Adán Negro invoque el rayo usando la palabra "Shazam" para alimentar la Torre de Luthor.
Cuando Nightwing, Superboy y Wonder Girl atacan la base de Luthor, liberan a todos los héroes cautivos, incluidos Power Girl y Adán Negro, que luego son confrontados por el Psico-Pirata. Adán Negro procede a arrancar los ojos del Psico-Pirata y empuja la Máscara de Medusa en su cabeza, matándolo.
Psico-Pirata se menciona en Justice League of America como la venta de estados emocionales, como "feliz" y "extático", como un traficante de drogas. Entre sus clientes informados se encuentran Signalman y Silver Ghost. Psico-Pirata Medusa Mask también aparece en la miniserie DC Special: Raven 2008. En la conclusión de la historia, Raven destruyó la máscara, pero su poder aún afecta a los científicos que estudiaron sus esquemas en una computadora.

### La noche más oscura
En la historia de Blackest Night, Psico-Pirata ha sido identificado como uno de los fallecidos sepultados debajo del Salón de la Justicia. El cadáver de Psico-Pirata se revive como Linterna Negra durante el evento. Ataca a Smallville, usando sus poderes para manipular a los habitantes, e influencia a Conner Kent para que ataque a Superman. Psico-Pirata asesina a varios ciudadanos de Smallville después de usar sus poderes para mejorar sus emociones: Como Linterna Negra disfruta atacando emocionalmente sobreexcitado.
Conner ataca a Superman y ayuda al Linterna Negra Superman desde la Tierra 2. Sin embargo, el efecto de la máscara desaparece y Conner recupera nuevamente sus sentidos. Clark y Conner deciden separarse con Conner frente al Psico-Pirata. Esta vez se las arregla para resistir su manipulación y robar la Máscara de Medusa (reconstruida a través del anillo negro). Usando el artefacto, él inspira esperanza, voluntad y compasión poniendo fin a los disturbios en Smallville. Psico-pirata fue visto por última vez retirándose a un callejón oscuro, seguido de Conner. Conner luego usa la Máscara de Medusa y Kal-L, causando que los anillos negros funcionen mal y convirtiendo tanto Psico-Pirata como Kal-L en cadáveres inanimados.

### Los nuevos 52
En el nuevo reiniciado del Universo DC, un nuevo Psico-pirata aparece por primera vez en Superboy Vol.6 #23 como miembro de los Veinte, un grupo de personas que están infectadas por Brainiac con un virus psiónico, dándoles así todas las habilidades psiónicas. Hayden desarrolló poderosos talentos psíquicos, principalmente la capacidad de alterar y controlar las emociones de los demás. Fue capturado por Colmena Reina, otro miembro de los Veinte que se había convertido en un ferviente devoto de Brainiac. Logró escapar y buscó la Máscara de Medusa, un artefacto que creía que lo protegería contra otras personas con poderes psíquicos. Equipado con la Máscara de Medusa aumentó enormemente el ya considerable poder psíquico de Hayden, y adoptó la identidad del Psico-Pirata. Luego pasó los siguientes cuatro años escondiendo a otros videntes de H.I.V.E. que usaban a las personas que capturaron para impulsar sus operaciones en Metrópolis.

#### Guerra Psi
Durante la historia de la Guerra Psi, aparece el Psico-pirata y supera fácilmente Héctor Hammond y a Colmena Reina, que estaban librando una guerra contra Superman y entre ellos por el control de Metrópolis. Cuando Superman llega al cuartel general de H.I.V.E., Hayden se enfrenta a él y también agota su mente. Luego es sorprendido por Lois Lane, quien fue infectada con el mismo virus psiónico por el Senador Hume, otro miembro más de los Veinte. Los dos pelean con Hayden ganando la partida. Luego procede a hacer que los ciudadanos de Metrópolis actúen con pura emoción, creando disturbios y caos en todas las calles. Un Superman recuperado, Lois Lane, Héctor Hammond y Colmena Reina luego se une para luchar contra el Pirata y se produce una feroz batalla, durante la cual la Reina y Hammond son derrotados. Superman logra sacar la Máscara de Medusa de la cara de Hayden y la incinera con su visión de calor, derrotando al Psico-pirata. Sin embargo, desaparece después de la batalla antes de que pudiera ser arrestado.
Al mismo tiempo que estaba chocando con Superman, Roger Hayden también envía una proyección astral para enfrentarse a Superboy y al Doctor Psycho que se encuentran en la ciudad de Nueva York en busca de un psíquico llamado Shift. Él revela que Psycho solo estaba manipulando Superboy para obtener su poder. Se produce una batalla a tres bandas entre los tres personajes, que termina con el Doctor Psycho siendo derrotado y Superboy cayendo inconsciente solo para despertarse en una celda sin poder.

### DC Renacimiento
Psico-Pirata es presentado como un miembro de la Task Force X que se desvió del plan original de Amanda Waller. Junto con Hugo Strange, Psico-pirata hace que Gotham colapse emocionalmente y pelee contra Batman.

#### Soy Gotham
Algún tiempo después, un acobardado y psicológicamente frágil Roger Hayden quedó bajo la custodia de Amanda Waller, quien reclutó los servicios de Hugo Strange para ponerlo a raya. A Waller se le había encomendado la tarea de restaurar el orden en Gotham City, y ella creía que Psico-pirata proporcionaría los medios para hacerlo. Strange traicionó a Waller, sin embargo, y comenzó a perseguir su propia misteriosa agenda con el Psico-Pirata a su lado. A instancias de Strange, Psico-pirata utilizó su poder para infectar a los héroes más nuevos de Ciudad Gótica, Gotham (Henry Clover, Jr.) y Gotham Girl (Claire Clover), con niveles extremos de ira y miedo, respectivamente. Strange finalmente ofreció Psycho-Pirate to Bane a cambio de una gran cantidad de Venom, un ingrediente clave de la fórmula de Strange's Monster Men.

#### Soy un suicida
Psico-Pirata  fue llevado a Santa Prisca para apoyar a Bane después de que este último le quitara el veneno. El Pirata usó su poder de manipulación emocional para proporcionar felicidad y sentido de valentía a Bane mientras luchaba con su pasado oscuro y doloroso. Sin embargo, su asociación fue de corta duración. Al darse cuenta de que solo el Psico-Pirata podía deshacer el daño psicológico causado a Gotham Girl, Batman organizó un equipo de especialistas para invadir Santa Prisca y extraer al Pirata. Entre los operativos alistados estaba el Ventrílocuo, cuya mente fracturada demostraba más allá de la capacidad de control del Psico-Pirata. El Pirata fue sometido por Wesker y regresó a Ciudad Gótica.

## Poderes y habilidades
la versión Charles Halstead del Psico-pirata no tiene poderes sobrehumanos, sin embargo es un criminal de mente brillante con una excelente comprensión de la psicología humana y las emociones.
El Psico-pirata Roger Hayden Con la Máscara de Medusa, puede proyectar emociones en las personas. A menudo, parece intensificar las emociones que una persona ya siente, sin importar cuán pequeñas sean. Más tarde, Hayden muestra el poder de manifestar y controlar personajes de distintos Multiversos en DC que habían sido destruidos durante Crisis on Infinite Earths. Este poder se expande a cualquier personaje del multiverso, incluso el que aún vive. Psico-pirata también ha mostrado algún tipo de regeneración del control del cuerpo, ya que es capaz de reformarse después de ser aplastado por Power Girl, y también se disfraza de anillo de vuelo de la Legión.
Durante su modernización de los 90, Psico-pirata fue un "vampiro de la emoción", capaz de drenar las emociones de las personas.
Tras el reinicio en The New 52, se describe a Roger Hayden como un psíquico que se especializa en manipular telepáticamente las emociones de las personas. Los ejemplos incluyen calmar a una persona para que sea más razonable o amplificar las emociones negativas, como el miedo o la ira, hasta el punto de enviar a las personas a un frenesí asesino. Mientras usaba la Máscara de Medusa, los poderes manipuladores de emociones de Hayden se incrementaron hasta el punto de poder controlar a todo Metrópolis sin forzarse. La máscara también le proporcionó una serie de otras habilidades, incluyendo proteger su mente contra la intrusión de otros telépatas, la levitación, drenar a otros individuos con psi de sus energías mentales para aumentar sus propios constructos psiónicos proyectados en la forma de serpientes naranjas gigantes que él usado para atacar, formando un enlace psíquico con otra persona, proyectando su mente a grandes distancias, esencialmente otorgándole omnipresencia, desviando ataques psiónicos, proyectando rayos de energía psiónica y creando ilusiones.

## Otras versiones
- En la historia de Justice League Adventures #20 "Emotional Baggage", Roger Hayden es un antiguo psiquiatra (suspendido por negligencia) cuya esposa e hijo murieron durante un ataque alienígena en Metrópolis en el que participó la Liga de la Justicia. Culpa a la Liga por esto , desplazando su propia culpa. Para vengarse, él roba la Máscara de Medusa y se convierte en el Psico-Pirata, primero volviendo a los civiles contra la Liga y luego usando los resentimientos profundamente ocultos de los miembros para enfrentarlos entre sí. Cambiando la forma de los centros emocionales de su cerebro, Detective Marciano se libera a sí mismo y detiene el alboroto del Pirata indagando en los recuerdos de Hayden sobre su familia. Hayden es visto más tarde en una camisa de fuerza después de esto; los médicos creen que la Máscara de Medusa lo ha vuelto loco. Sin embargo, los "horrores" que dicen que está experimentando en su mente resultan ser que él le dice a su esposa e hijo que los ama.

- Psico-Pirata aparece como el principal antagonista de un ejemplar de un cómic especial de Young Justice publicado para el Día del Cómic Gratis. Se lo muestra trabajando con Calavera Atómica como parte de un plan para robar plutonio de una instalación de S.T.A.R. Labs. Psico-Pirata usa su Máscara de Medusa para obligar a Superboy, Miss Martian, Aqualad, Robin y Kid Flash a enfrentarse a sus demonios internos, pero es derrotado y capturado cuando Kid Flash rompe con la ilusión y retira la Máscara de Medusa de la cara de Psico-Pirata .

## En otros medios

### Televisión

#### Acción en vivo
- En el episodio de la serie de acción real Constantine "Blessed are the Damned", la Máscara de Medusa se ve brevemente entre los artefactos almacenados en la casa de Jasper Winter.

- Aparece en el Crossover "Elseworlds" de las series de CW en las partes 2 y 3. En la parte 2 aparece siendo uno de los reclusos de Arkham Asylum que logra escapar hasta que Batwoman lo detiene, también se le puede ver usando su máscara. En la parte 3 se le mira al final del episodio hablando con el Doctor John Deegan.

#### Animado
- La versión Roger Hayden de Psico-pirata aparece en la serie animada Liga de la Justicia Ilimitada. Hace cameos como miembro de la Sociedad Secreta de Gorilla Grodd. Él no tiene líneas y no toma ninguna acción significativa en ningún episodio. En particular, le falta la máscara de Medusa. Hace su primera aparición en la tercera temporada en el episodio "Venganzas mortales" y el "Gran robo de cerebros".[27]

- La versión de Roger Hayden de Psico-pirata aparece en Batman: The Brave and the Bold, con la voz de Armin Shimerman. En el episodio "Inside the Outsiders", es un sádico que secuestra al grupo de héroes adolescentes conocidos como Outsiders (Black Lightning, Katana y Metamorfo) y se alimenta de la furia causada por las pesadillas retorcidas. Batman entra en sus mentes para salvarlos, pero Psico-pirata finge su victoria, casi haciendo que Batman lo alimente con ira fingiendo matar a los Outsiders. Batman se da cuenta de esto y piensa en pensamientos positivos, matando de hambre al villano y derrotándolo. Psico-pirata también hizo una aparición especial en "Mayhem of the Music Meister" en el número musical "Drives Us Bats", ya que uno de los pacientes de Manicomio Arkham hipnotizó cantando con el Music Meister.